# Beker van Kameroen
De Beker van Kameroen (Cameroon Cup/Coupe du Cameroun) is het nationale voetbalbekertoernooi van Kameroen dat wordt georganiseerd door de Kameroense voetbalbond (Fédération camerounaise de football -FECAFOOT-). Zoals de meeste bekercompetities wordt met het knock-outsysteem gespeeld.
Ook voor de onafhankelijkheid van Kameroen in 1960 zijn er bekertoernooien georganiseerd. Bekende resultaten zijn in de tabel opgenomen.

## Finales
| Jaar                      | Winnaar                   | Uitslag                   | Finalist                  |
| Voor de onafhankelijkheid | Voor de onafhankelijkheid | Voor de onafhankelijkheid | Voor de onafhankelijkheid |
| ------------------------- | ------------------------- | ------------------------- | ------------------------- |
| 1941                      | Caïman de Douala          | 6-0                       | Mikado ASTP               |
| 1942                      | Caïman de Douala          | 3-1                       | Léopard Douala            |
| 1943                      | Caïman de Douala          |                           |                           |
| 1954                      | Jeunesse Bamiléké         |                           |                           |
| 1956                      | Oryx Douala               | 6-0                       | Léopard Douala            |
| 1957                      | Canon Yaoundé             | 1-0                       | Léopard Douala            |
| 1958                      | Tonnerre Yaoundé          | 3-1                       | Aigle Royal               |
| 1959                      | Caïman de Douala          | 2-1                       | Vent Sportif Douala       |
| Na de onafhankelijkheid   |                           |                           |                           |
| 1960                      | Lion Yaoundé              | 2-1                       | Canon Yaoundé             |
| 1961                      | Union Douala              | 4-0                       | Union Yaoundé             |
| 1962                      | Lion Yaoundé              | 4-3                       | Union Douala              |
| 1963                      | Oryx Douala               | 2-1 nv                    | Tonnerre Yaoundé          |
| 1964                      | Diamant Yaoundé           | 3-0                       | P & T Social Club Buéa    |
| 1965                      | Lion Yaoundé              | 4-1                       | CDC Victoria United       |
| 1966                      | Lion Yaoundé              | 3-1                       | CAMBANK Buéa              |
| 1967                      | Canon Yaoundé             | 1-0                       | PWD Bamenda               |
| 1968                      | Oryx Douala               | *                         | Prisons Buéa              |
| 1969                      | Union Douala              | 2-0                       | Oryx Douala               |
| 1970                      | Oryx Douala               | 2-0                       | Aigle Nkongsamba          |
| 1971                      | Diamant Yaoundé           | 3-2                       | Caïman de Douala          |
| 1972                      | Diamant Yaoundé           | 3-2                       | Caïman de Douala          |
| 1973                      | Canon Yaoundé             | 5-2                       | Diamant Yaoundé           |
| 1974                      | Tonnerre Yaoundé          | 1-0                       | Canon Yaoundé             |
| 1975                      | Canon Yaoundé             | 2-1                       | Aigle Nkongsamba          |
| 1976                      | Canon Yaoundé             | 2-0                       | Racing Bafoussam          |
| 1977                      | Canon Yaoundé             | 1-0                       | Caïman de Douala          |
| 1978                      | Canon Yaoundé             | 4-3                       | Union Douala              |
| 1979                      | Dynamo Douala             | 3-1                       | PWD Bamenda               |
| 1980                      | Union Douala              | 2-1                       | Canon Yaoundé             |
| 1981                      | Dynamo Douala             | 2-0                       | Union Douala              |

| Jaar | Winnaar             | Uitslag      | Finalist           |
| ---- | ------------------- | ------------ | ------------------ |
| 1982 | Dragon Douala       | 4-1          | Dihep Nkam Yabassi |
| 1983 | Canon Yaoundé       | 3-2          | Union Douala       |
| 1984 | Dihep Nkam Yabassi  | 1-0          | Union Douala       |
| 1985 | Union Douala        | 2-0          | Canon Yaoundé      |
| 1986 | Canon Yaoundé       | 1-0          | Rail Douala        |
| 1987 | Tonnerre Yaoundé    | 4-2          | Diamant Yaoundé    |
| 1988 | Panthère Banganté   | 1-0          | Racing Bafoussam   |
| 1989 | Tonnerre Yaoundé    | 1-0          | Diamant Yaoundé    |
| 1990 | Prévoyance Yaoundé  | 1-1 ns (6-5) | Tonnerre Yaoundé   |
| 1991 | Tonnerre Yaoundé    | 1-0          | Racing Bafoussam   |
| 1992 | Olympique Mvolyé    | 1-0          | Diamant Yaoundé    |
| 1993 | Canon Yaoundé       | 2-0          | Léopards Douala    |
| 1994 | Olympique Mvolyé    | 1-0          | Tonnerre Yaoundé   |
| 1995 | Canon Yaoundé       | 1-0          | Océan Kribi        |
| 1996 | Racing Bafoussam    | 1-0          | Stade Bandjoun     |
| 1997 | Union Douala        | 2-1          | Port FC Douala     |
| 1998 | Dynamo Douala       | 1-0          | Canon Yaoundé      |
| 1999 | Canon Yaoundé       | 2-1          | Cotonsport Garoua  |
| 2000 | Kumbo Strikers      | 1-0          | Unisport Bafang    |
| 2001 | Fovu Baham          | 3-2          | Cintra Yaoundé     |
| 2002 | Mount Cameroun Buéa | 2-1          | Sable Batié        |
| 2003 | Cotonsport Garoua   | 2-1          | Sable Batié        |
| 2004 | Cotonsport Garoua   | 1-0          | Union Douala       |
| 2005 | Impôts FC Yaoundé   | 1-0          | Unisport Bafang    |
| 2006 | Union Douala        | 1-0          | Fovu Baham         |
| 2007 | Cotonsport Garoua   | 1-0          | Les Astres FC      |
| 2008 | Cotonsport Garoua   | 4-2          | Aigle Royal Menoua |
| 2009 | Panthère Banganté   | 3-2          | Les Astres FC      |
| 2010 | Fovu Baham          | 2-1          | Les Astres FC      |
| 2011 | Cotonsport Garoua   | 0-0 ns (3-0) | Unisport Bafang    |
| 2012 | Unisport Bafang     | 2-0          | New Star Douala    |
| 2013 | Young Sports        | 0-0 nv (4-1) | Canon Yaoundé      |

* 1968: Prisons verliet in de verlenging het veld (tussenstand Oryx -Prisons 2-1); Oryx werd als winnaar aangemerkt.

### Prestaties per club
Na de onafhankelijkheid.
| Aantal | Club              | Plaats   |   | Aantal              | Club      | Plaats |
| ------ | ----------------- | -------- | - | ------------------- | --------- | ------ |
| 11     | Canon Yaoundé     | Yaoundé  | 1 | Dragon Douala       | Douala    |        |
| 06     | Union Douala      | Douala   | 1 | Dihep Nkam Yabassi  | Yabassi   |        |
| 05     | Cotonsport Garoua | Garoua   | 1 | Prévoyance Yaoundé  | Yaoundé   |        |
| 04     | Lion Yaoundé      | Yaoundé  | 1 | Racing FC Bafoussam | Bafoussam |        |
| 04     | Tonnerre Yaoundé  | Yaoundé  | 1 | Kumbo Strikers      | Kumbo     |        |
| 03     | Oryx Douala       | Douala   | 1 | Mount Cameroun Buéa | Buéa      |        |
| 03     | Diamant Yaoundé   | Yaoundé  | 1 | Impôts FC Yaoundé   | Yaoundé   |        |
| 03     | Dynamo Douala     | Douala   | 1 | Unisport Bafang     | Bafang    |        |
| 02     | Panthère Banganté | Banganté | 1 | Young Sports        | Bamenda   |        |
| 02     | Olympique Mvolyé  | Mvolyé   |   |                     |           |        |
| 02     | Fovu Baham        | Baham    |   |                     |           |        |

Algerije ·
Angola ·
Benin ·
Botswana ·
Burkina Faso ·
Burundi ·
Centraal-Afrikaanse Republiek ·
Comoren ·
Congo-Brazzaville ·
Congo-Kinshasa ·
Djibouti ·
Egypte ·
Equatoriaal-Guinea ·
Ethiopië ·
Gabon ·
Gambia ·
Ghana ·
Guinee ·
Guinee-Bissau ·
Ivoorkust ·
Kameroen ·
Kenia ·
Lesotho ·
Liberia ·
Libië ·
Madagaskar ·
Mali ·
Marokko ·
Mauritanië ·
Mauritius ·
Mozambique ·
Namibië ·
Niger ·
Nigeria ·
Oeganda ·
Réunion ·
Rwanda ·
Sao Tomé en Principe ·
Senegal ·
Seychellen ·
Sierra Leone ·
Soedan ·
Somalië ·
Swaziland ·
Tanzania ·
Togo ·
Tsjaad ·
Tunesië ·
Zambia ·
Zimbabwe ·
Zuid-Afrika